# Macario (filme)
Macario é um filme de terror sobrenatural mexicano de 1960 dirigido por Roberto Gavaldón. Foi indicado ao Oscar de melhor filme estrangeiro na edição de 1961, representando o México.

## Elenco
- Ignacio López Tarso - Macario
- Pina Pellicer - Esposa de Macario
- Enrique Lucero - Morte
- Mario Alberto Rodríguez - Don Ramiro
- Enrique García Álvarez
- Eduardo Fajardo
- José Gálvez
- José Luis Jiménez